# Higher Art of Rebellion
Higher Art of Rebellion este cel de-al doilea album de studio al formației germane de symphonic black metal - Agathodaimon. Albumul a fost lansat în original pe 29 noiembrie 1999 de către Nuclear Blast. În 2009 Metal Mind Productions a relansat albumul ca ediție digipack remasterizată. 

## Lista pieselor
| Nr.             | Titlu                                               | Lungime |  |
| 1.              | „Ne cheamă pământul” ("Earth Is Summoning Us")      | 05:36   |  |
| 2.              | „Tongue of Thorns”                                  | 04:36   |  |
| 3.              | „Glasul artei viitoare” ("Chant of Tommorow's Art") | 08:38   |  |
| 4.              | „When She Is Mute”                                  | 04:04   |  |
| 5.              | „A Death in Its Plenitude”                          | 04:59   |  |
| 6.              | „Body of Clay”                                      | 05:03   |  |
| 7.              | „Novus Ordo Seclorum” ("New Order of the Ages")     | 06:05   |  |
| 8.              | „Back Into the Shadows”                             | 06:39   |  |
| 9.              | „Les Posédes” ("The Possessed")                     | 04:45   |  |
| 10.             | „Neovampirism”                                      | 06:12   |  |
| 11.             | „Heavens's Coffin”                                  | 05:09   |  |
| 12.             | „Ribbons/Requiem '99” (limited edition bonus track) | 06:49   |  |
| 13.             | „Body of Clay” (remix, limited edition bonus track) | 04:29   |  |
| Lungime totală: | Lungime totală:                                     | 73:04   |  |

- Titlurile pieselor 1 și 3 sunt în română, a 7-a e în latină iar a 9-a în franceză, și o formă mai corectă ar fi "Les Possédés".

## Personal
- Sathonys - chitare, vocal
- Akaias - vocal
- Christine Schulte - clape
- Vlad Dracul - vocal, producător
- Hyperion - chitare
- Matze - baterie
- Marko Thomas - bass

### Personal adițional
- Markus Staiger - producător executiv
- Gerald Axelrod - artwork
- Mihai Coman - producător
- Axel Jusseit - fotografie